# Championnat de Namibie de football 2023-2024
Navigation
Édition précédente Édition suivante
La saison 2023-2024 du Championnat de Namibie de football est la vingt-neuvième édition de la Premier League renommé Debmarine Namibia Premiership pour des raisons de sponsoring, le championnat de première division national namibien.

## Déroulement de la saison
African Stars est le tenant du titre.
Le club Tura Magic FC est renommé FC Ongos.
En fin de saison, le champion sortant gagne de nouveau le championnat en terminant à la première place. African Stars remporte également la Coupe de Namibie.

## Compétition

### Classement
| Rang | Équipe                     | Pts | J  | G  | N  | P  | Bp | Bc | Diff |
| ---- | -------------------------- | --- | -- | -- | -- | -- | -- | -- | ---- |
| 1    | African Stars T C          | 64  | 30 | 19 | 7  | 4  | 57 | 20 | +37  |
| 2    | FC Ongos                   | 61  | 30 | 18 | 7  | 5  | 48 | 26 | +22  |
| 3    | Khomas Nampol FC P         | 59  | 30 | 18 | 5  | 7  | 58 | 29 | +29  |
| 4    | UNAM FC                    | 46  | 30 | 13 | 7  | 10 | 36 | 25 | +11  |
| 5    | Eeshoke Chula Chula FC P   | 46  | 30 | 12 | 10 | 8  | 36 | 27 | +9   |
| 6    | Mighty Gunners FC          | 43  | 30 | 10 | 13 | 7  | 30 | 25 | +5   |
| 7    | United Africa Tigers FC    | 43  | 30 | 11 | 10 | 9  | 30 | 29 | +1   |
| 8    | Okahandja United           | 43  | 30 | 11 | 10 | 9  | 37 | 40 | -3   |
| 9    | Blue Waters FC             | 40  | 30 | 10 | 10 | 10 | 32 | 31 | +1   |
| 10   | Young African FC           | 38  | 30 | 9  | 11 | 10 | 24 | 28 | -4   |
| 11   | Young Brazilians FC        | 35  | 30 | 10 | 5  | 15 | 35 | 53 | -18  |
| 12   | Civics FC                  | 30  | 30 | 6  | 12 | 12 | 22 | 32 | -10  |
| 13   | Julinho Sporting           | 29  | 30 | 6  | 11 | 13 | 21 | 35 | -14  |
| 14   | Okakarara Young Warriors P | 27  | 30 | 7  | 6  | 17 | 26 | 47 | -21  |
| 15   | Orlando Pirates Windhoek   | 26  | 30 | 6  | 8  | 16 | 21 | 43 | -22  |
| 16   | Life Fighters              | 20  | 30 | 4  | 8  | 18 | 16 | 39 | -23  |

|  | Qualification pour la Ligue des champions 2024-2025 |
|  | Relégation en deuxième division                     |

- En fin de saison, Orlando Pirates Windhoek qui subit sa première relégation décide de racheter la licence du Civics FC pour rester en première division, mais après oppositions dans le club l'accord ne se fera pas et Orlando Pirates jouera pour la première fois en deuxième division[4].